# Крекер
Кре́кер (англ. cracker) — хрустящее печенье со слоистой структурой и маслянистой поверхностью. Содержит са́хара менее 10 %, жира более 10 %. Влажность до 7 %. В качестве разрыхлителя могут использоваться дрожжи и (или) химический разрыхлитель.
Классический состав крекера включает: муку (пшеничную, кукурузную), жир, дрожжи и ароматизаторы; тесто приготовляется обычным или опарным способом, разрыхлитель чаще не применяется, а слоистость изделия достигается путём раскатывания и складывания слоёв теста с промазыванием жиров на каждый слой. Современный ассортимент промышленно выпекаемых изделий разнообразен за счёт применения различных вкусовых добавок (с сыром, беконом, луком, картофелем и укропом, сахаром, орехами и так далее) и использования различных форм (круглый, квадратный, «пасьянс», фигурки животных и многие другие). 

## История
Считается, что крекеры произошли от галет: существует легенда, что в 1801 году не очень умелый пекарь по имени Джозайя Бект передержал галеты в печи, и получившиеся печенья при разламывании издавали хруст, из-за чего новый продукт получил название от англ. crack — «трещать». В Америке в 1820-х годах в связи с идеями о «здоровом питании» Сильвестра Грэма получили распространение крекеры из муки грубого помола.
Крекеры быстро завоевали популярность, особенно среди военных: благодаря длительному хранению и нейтральному вкусу ими можно было в походах заменить хлеб и в скором времени крекеры стал обязательной добавкой к солдатским пайкам. Традиционные крекеры выпекали из муки и воды, и они имели нейтральный вкус; жир, соль, сахар и вкусовые добавки в них начали добавлять в XX веке.